# Вісенте Іборра
Вісенте Іборра де ла Фуенте (ісп. Vicente Iborra de la Fuente, нар. 16 січня 1988, Монкада) — іспанський футболіст, опорний півзахисник клубу «Леванте».
Чотириразовий переможець Ліги Європи. 

## Ігрова кар'єра
Народився 16 січня 1988 року в місті Монкада. Вихованець футбольної школи клубу «Леванте». У дорослому футболі дебютував 2007 року виступами за другу команду цього ж клубу, а вже на початку 2008 року дебютував у складі головної команди «Леванте» у Прімері. Загалом відіграв за валенсійський клуб п'ять з половниною сезонів кар'єри, у тому числі два у Сегунді, рісля яких Леванте повернувся до елітного дивізіону.
16 серпня 2013 року уклав п'ятирічний контракт із «Севільєю». У новій команді відразу став активно залучатися до її основного складу, у дебютному сезоні взяв участь у 40 матчах в різних турнірах, включаючи 12 ігор у тогорічному розіграші Ліги Європи, який андалуська команда виграла.

## Статистика виступів

### Статистика клубних виступів
Станом на 10 травня 2015 року
| Сезон               | Команда             | Чемпіонат           | Чемпіонат | Чемпіонат | Національний кубок | Національний кубок | Національний кубок | Континентальні кубки | Континентальні кубки | Континентальні кубки | Інші змагання | Інші змагання | Інші змагання | Усього | Усього |
| Сезон               | Команда             | Ліга                | Ігор      | Голів     | Ліга               | Ігор               | Голів              | Ліга                 | Ігор                 | Голів                | Ліга          | Ігор          | Голів         | Ігор   | Голів  |
| ------------------- | ------------------- | ------------------- | --------- | --------- | ------------------ | ------------------ | ------------------ | -------------------- | -------------------- | -------------------- | ------------- | ------------- | ------------- | ------ | ------ |
| 2007–08             | «Леванте»           | ПД                  | 14        | 1         | КІ                 | 2                  | 0                  | -                    | -                    | -                    | -             | -             | -             | 16     | 1      |
| 2008–09             | «Леванте»           | СД                  | 31        | 3         | КІ                 | 0                  | 0                  | -                    | -                    | -                    | -             | -             | -             | 31     | 3      |
| 2009–10             | «Леванте»           | СД                  | 36        | 1         | КІ                 | 0                  | 0                  | -                    | -                    | -                    | -             | -             | -             | 36     | 1      |
| 2010–11             | «Леванте»           | ПД                  | 16        | 0         | КІ                 | 0                  | 0                  |                      | -                    | -                    |               | -             | -             | 16     | 0      |
| 2011–12             | «Леванте»           | ПД                  | 33        | 0         | КІ                 | 6                  | 1                  | -                    | -                    | -                    | -             | -             | -             | 39     | 1      |
| 2012–13             | «Леванте»           | ПД                  | 35        | 4         | КІ                 | 2                  | 1                  | ЛЄ                   | 12                   | 2                    | -             | -             | -             | 49     | 7      |
| Усього за «Леванте» | Усього за «Леванте» | Усього за «Леванте» | 165       | 9         |                    | 10                 | 2                  |                      | 12                   | 2                    |               |               |               | 187    | 13     |
| 2013–14             | «Севілья»           | ПД                  | 26        | 3         | КІ                 | 2                  | 0                  | ЛЄ                   | 12                   | 1                    | -             | -             | -             | 40     | 4      |
| 2014–15             | «Севілья»           | ПД                  | 24        | 5         | КІ                 | 4                  | 0                  | ЛЄ                   | 10                   | 2                    | СУ            | -             | -             | 38     | 7      |
| Усього за «Севілью» | Усього за «Севілью» | Усього за «Севілью» | 50        | 8         |                    | 6                  | 0                  |                      | 22                   | 3                    |               |               |               | 78     | 11     |
| Усього за кар'єру   | Усього за кар'єру   | Усього за кар'єру   | 215       | 17        |                    | 16                 | 2                  |                      | 34                   | 5                    |               |               |               | 265    | 24     |

## Титули і досягнення
- Переможець Ліги Європи (4):

«Севілья»: 2013–14, 2014–15, 2015–16
«Вільярреал»: 2020–21
- Переможець Ліги конференцій УЄФА (1):

«Олімпіакос»: 2023–24